# Viessmann

Viessmann Werke (Logo)

Viessmann Werke GmbH & Co. KG je německá společnost, která se zabývá výrobou tepelné techniky. Společnost byla založena v roce 1917 a je od roku 2022 vedená Maximilianem Viessmannem. Společnost zaměstnává více než 13 600 zaměstnanců, hromadný obrat činí 4 miliardy euro.
Skupina Viessmann má mezinárodní působnost. Provozuje 22 výrobních společností ve 12 státech, 68 prodejních společností v 31 státech, má zastoupení v 74 státech a 120 obchodních zastoupení. V České republice působí od roku 1994.
Podnik založil v roce 1917 Johann Viessmann v Hofu an der Saale, a to poté, co si nechal patentovat ocelový kotel. Johann Viessmann firmu vedl až do roku 1947, kdy její vedení předal synovi Hansovi.
V roce 2024 nabízí společnost portfolio produktů pro energeticky účinné vytápění, chlazení a větrání. Důležitou roli ve firemní kultuře hraje udržitelnost, proto se Viessmann orientuje na moderní typy například hybridního vytápění, solárních termických systémů, fotovoltaiky, nebo palivových článků, které princip kombinované výroby tepla a elektřiny. Výroba tepla vzniká pomocí elektrochemické reakce kyslíku a vodíku.
V dubnu roku 2023 bylo oznámeno, že americká společnost Carrier Global převezme většinový podíl společnosti Viessmann. Akvizice byla dokončena na začátku roku 2024.